# Palaiós Mylótopos
Palaiós Mylótopos är en ort i Grekland.   Den ligger i prefekturen Nomós Péllis och regionen Mellersta Makedonien, i den norra delen av landet, 300 km norr om huvudstaden Aten. Palaiós Mylótopos ligger 24 meter över havet och antalet invånare är 819.
Terrängen runt Palaiós Mylótopos är varierad, och sluttar söderut. Runt Palaiós Mylótopos är det ganska tätbefolkat, med 120 invånare per kvadratkilometer. Närmaste större samhälle är Giannitsá, 6,9 km öster om Palaiós Mylótopos. Trakten runt Palaiós Mylótopos består till största delen av jordbruksmark.